# Municipio I (Bari)
Il Municipio 1 è un municipio di Bari, comprendente il centro cittadino e i quartieri di sud-est sino ai confini del territorio comunale.

## Geografia fisica

### Territorio
- Murat;
- San Nicola;
- Libertà;
- Madonnella;
- Quartiere Umbertino
- Japigia;
- Torre a Mare.

### Confini
Il territorio del Municipio 1 corrisponde a quello dei quartieri Torre a Mare-Japigia, Madonnella, San Nicola-Murat, Libertà.
Le delimitazioni territoriali del Municipio 1 sono le seguenti:
- costa marittima dal confine con il Comune di Mola di Bari al punto di incontro con il raccordo ferroviario Bari-Porto all’altezza del prolungamento di via Brigata Regina;
- raccordo ferroviario Bari – Porto fino alla linea ferroviaria Bari – Foggia;
- linea ferroviaria F. S. dal punto di inizio del raccordo Bari – Porto, fino al corso Cavour;
- via Cifarelli, via Capruzzi, dal termine di Corso Cavour fino a via Oberdan;
- via Oberdan, da via Capruzzi alla ferrovia Sud – Est;
- linea ferroviaria Sud – Est da via Oberdan a ponte Padre Pio;
- dal ponte Padre Pio linea ideale di confine con futura N.S.P.R.;
- linea ideale da futura N.S.P.R. al confine comunale;
- confine comunale con i comuni di Triggiano, Noicattaro e Mola di Bari.

## Presidenti
| Presidente del Municipio | Coalizione      | Partito | Data di elezione          | Voti ottenuti | %voti  |
| ------------------------ | --------------- | ------- | ------------------------- | ------------- | ------ |
| Micaela Paparella        | Centro-sinistra | PD      | 8 giugno 2014 (II turno)  | 20.498        | 59,79% |
| Lorenzo Leonetti         | Centro-sinistra | PD      | 26 maggio 2019 (I turno)  | 35.934        | 63,06% |
| Annamaria Ferretti       | Centro-sinistra | PD      | 8-9 giugno 2024 (I turno) | 25.128        | 50,54% |